# مسلسل صفر صفر واحد
صفر صفر واحد مسلسل ياباني عبارة عن تحريك دمية متحركة المسلسل مفعم بالإثارة والحركة الحية. يعود ابتكار الشخصيات لمبدع المانغا جو ناغاي.عدد حلقات المسلسل ستة وعشرون حلقة شيقة وممتعة.لم تدبلج منها سوى أربعة وعشرون حلقة.
وهو في اللغة اليابانية X Bomber و في اللغة الإنجليزية Star Fleet
و في اللغة العربية باسم صفر صفر واحد دبلجة مؤسسة الإنتاج البرامجي المشترك.

## قصة المسلسل
((هل نلتقي في القمري —أم يا ترى في المشتري— يا صفر صفر واحد يالغزنا المطارد))
بهذه الكلمات تبدأ شارة البداية لمسلسل هو في الواقع أحد أجمل الأعمال الكلاسيكية،
فعلى الرغم من كون شخصيات المسلسل عبارة عن دمى إلا أن طريقة الإخراج الإبداعية
بالإضافة إلى قصته جعلته يحتل مكانه كبيرة بين مسلسلات فترة إنتاجه.
تدور أحداث المسلسل في العام 2999 وقبل بداية الألفية الرابعة، حيث يسعى أسطول جيرما للهيمنة على جميع الكواكب وللحصول على لغز المسلسل صفر صفر واحد الموجود في الأرض ويهدد الأرض بالغزو، وبعد فشل جميع جيوش الدفاع أمام جيش أسطول جيرما وغير مدركين لأهمية اللغز صفر واحد واحد الذي لايعرف سره إلا الدكتور معروف الذي اختفى منذ فترة بعيدة، عندها يقوم طاقم المركبة إكس بومبر التابعة لمركز الدفاع عن الأرض بالتصدي للغزاة من قاعدة القمر رغم أن هذا السلاح إكس بومبر لم يكتمل بعد، فهل ينجحون؟ وماهو اللغز صفر صفر واحد؟

## روابط خارجية
- مسلسل صفر صفر واحد على موقع IMDb (الإنجليزية)
- مسلسل صفر صفر واحد على موقع كينوبويسك (الروسية)
- مسلسل صفر صفر واحد على موقع قاعدة بيانات الفيلم (الإنجليزية)
- مسلسل صفر صفر واحد على موقع ANN anime (الإنجليزية)